# Brachycyttarus griseus
Brachycyttarus griseus är en fjärilsart som beskrevs av Joannis 1929. Brachycyttarus griseus ingår i släktet Brachycyttarus och familjen säckspinnare. Inga underarter finns listade i Catalogue of Life.